# Epiphragma infractum
Epiphragma infractum är en tvåvingeart som beskrevs av Alexander 1948. Epiphragma infractum ingår i släktet Epiphragma och familjen småharkrankar. Inga underarter finns listade i Catalogue of Life.